# Telotheta
Telotheta là một chi bướm đêm thuộc họ Geometridae.